# 盐城市区SRT

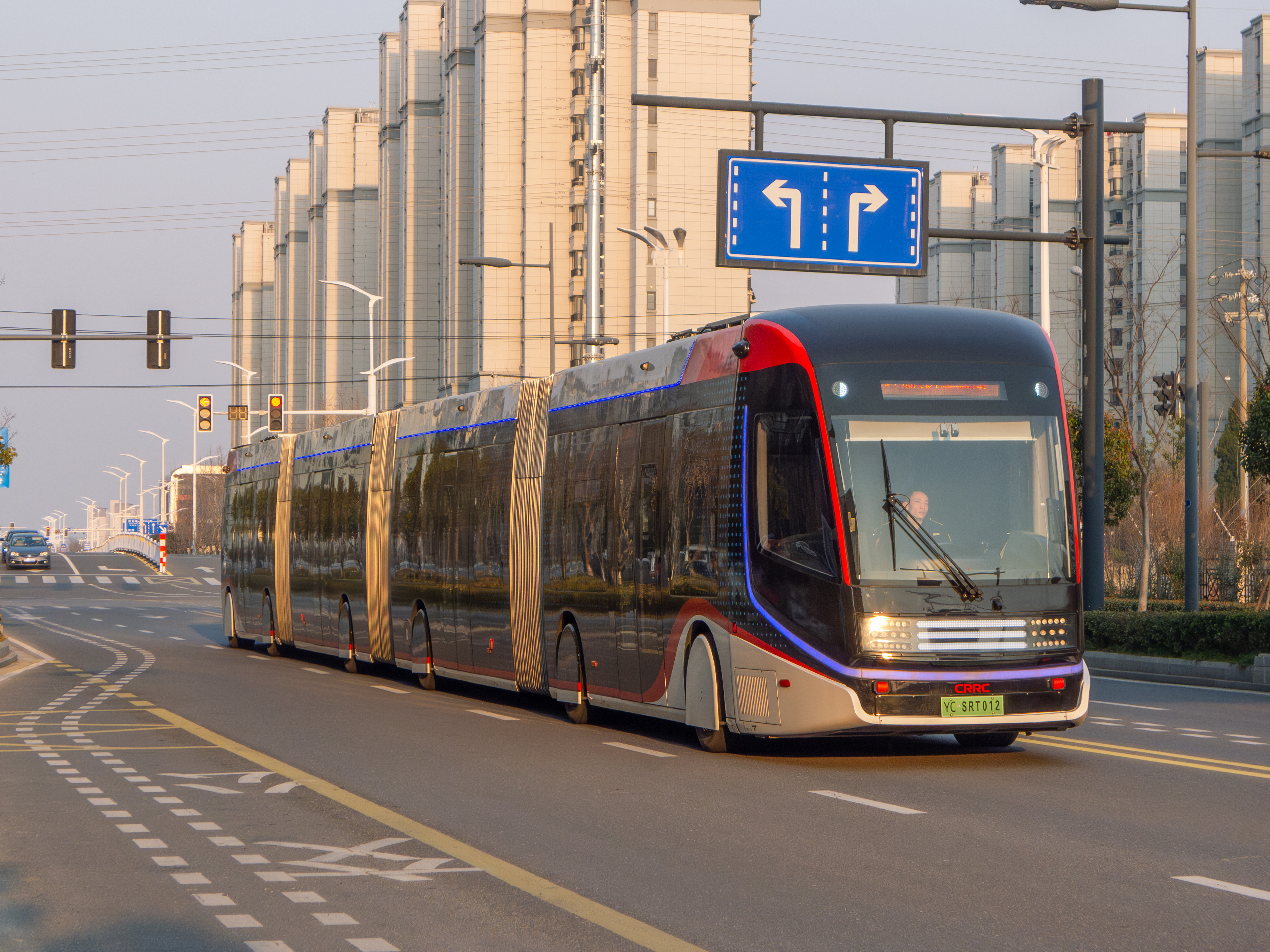
盐城市区SRT车辆

盐城市区SRT为中华人民共和国江苏省盐城市的超级虚拟轨道项目。该项目于2021年4月正式试运行。该项目为亭湖区16个“新基建”项目之一。

## 概况
以地面虚拟轨道导向运行的超轨列车（车长约36米），一期线路起于青年路与跃进路交叉口，沿青年路高架地面车道向西布置，止于青年路与宝兴路交叉口，全线总长度约为13.0公里，设站17座，线路平均站距约820米，东侧回车场利用现状亭湖新区公交回车场改建，西侧暂不设回车场，在青年路与宝兴路交叉口西侧，利用高架桥墩下空间，建设快充充电桩，供SRT车辆在运营期间的充电。非运营期间车辆统一停放东侧亭湖新区公交回车场。其中开放大道以东8个站台已建成，开放大道至西环路段5座站台，利用现状BRT站台进行SRT站台功能改建；西环路至宝兴路段，沿线新建4座SRT站台。
票价1元，无人售票，执行市区公交换乘政策，全线实行公交信号优先通行，单趟行驶时间约为45分钟。

## 历史
2020年5月，关于推进全市新型基础设施建设的实施意见发布，提及加快实施SRT示范线。6月，盐城市长曹路宝召开会议深入研究SRT规划,同月，盐城市区SRT一号线项目核准前公示发布。同年7月3日，盐城市亭湖区与中车株洲电力机车签约，为超级虚拟轨道列车系统（SRT）开展项目合作。盐城市委书记戴源在同年8月考察中车株机的时候表示赞许超轨SRT在盐城产业化落地。同年11月3日，青年路BRT站台封闭施工公告发布，依据为SRT项目建设需要。同月，该项目正式开建。21年4月，开通试运行。

## 站点设置

### 从 青年路宝兴路口 (BRT) 到 青年路跃进路口 (BRT)
青年路宝兴路口 (BRT)→青年路开创路口 (BRT)→青年路奋进路口→ (BRT) →青年路西环路口 (BRT) → 青年路惠民路口 (BRT) →青年路解放路口 (BRT) →青年路迎宾路口 (BRT) →青年路人民路口 (BRT) →青年路开放大道 (BRT) →青年路文港路口 (BRT) →青年路范公路口  (BRT) →青年路天山路口 (BRT) →青年路长亭路口 (BRT) →青年路希望大道 (BRT) →青年路希望大道 (BRT) →青年路黄山路口 (BRT) →青年路东亭路口 (BRT) →青年路跃进路口 (BRT)

### 从 青年路跃进路口 (BRT) 到 青年路宝兴路口 (BRT)
青年路跃进路口 (BRT)→青年路东亭路口 (BRT)→青年路黄山路口 (BRT)→青年路希望大道 (BRT)→青年路长亭路口 (BRT)→青年路天山路口 (BRT)→青年路范公路口 (BRT)→青年路文港路口 (BRT)→青年路开放大道 (BRT)→青年路人民路口 (BRT)→青年路迎宾路口 (BRT)→青年路解放路口 (BRT)→青年路惠民路口 (BRT)→青年路西环路口 (BRT)→青年路奋进路口 (BRT)→青年路开创路口 (BRT)→青年路宝兴路口 (BRT)